# Thurl Bailey
Thurl Lee Bailey (Washington D. C., 7 de abril de 1961) es un jugador estadounidense profesional retirado que jugó en la NBA, cuya carrera fue desde el año 1983 hasta 1999 jugando en Utah Jazz y en los Minnesota Timberwolves.

## Trayectoria deportiva

### Universidad
Bailey (apodado "Big T") asistió a la Universidad Estatal de Carolina del Norte y fue jugador clave en el campeonato de 1983 de la NCAA. El mismo año, bajo el mando del entrenador Jim Valvano, lideró a los Wolfpack en anotación y rebotes.

### Profesional
Utah Jazz lo seleccionó en la séptima posición del draft de la NBA de 1983. La directiva de los Jazz dijo que esto se debía a la calidad de su juego y de su carácter. Éste fue el comienzo de 16 años de carrera profesional en el baloncesto, 12 de los cuales jugaría en la NBA.
El 25 de noviembre de 1991 fue traspasado a los Minnesota Timberwolves junto con una segunda elección en el draft de 1992 por Tyrone Corbin. Él jugó al menos durante tres temporadas hasta 1994, cuando dejó la NBA y comenzó a jugar en la liga Griega (jugando para el Panionios BC) para la temporada 1993-94. Desde 1995 a 1998 jugó en la liga Italiana (para el Pallacanestro Cantú en 1995-97 y Stefanel Milano en 1997-98), antes de volver a los Jazz como agente libre el 21 de junio de 1999. Se retiró después de la temporada 1998-99.

## Vida posterior
Con sus 2,11 m de altura, a Thurl se le conoce frecuentemente como un exjugador de baloncesto, pero va mucho más allá de esto. Su fuerte sentido del servicio le ha llevado a realizar innumerables horas como voluntario y es por ello que ha recibido muchos premios a la ayuda comunitaria, entre los cuales se encuentran: el Premio Kennedy Community que entrega la NBA, el Premio Utah Association for Gifted Children's Community Service, el premio Exemplary Manhood de la fraternidad Sigma Gamma Chi, el premio Great Salt Lake Council of the Boy Scouts of America's American Champion, además del MVP del All Star Game de la liga Italiana de 1998. Él ha dirigido campus de baloncesto para jóvenes desde 1984, donde enseña sobre la vida y el baloncesto. Muchos de sus estudiantes tienen especial necesidad debido a discapacidades o graves enfermedades.
Además de todo esto, Thurl colabora como analista de los Utah Jazz y de la Universidad de Utah, es actor, cantante y compositor musical. Su primer álbum, Faith In Your Heart, fue una compilación de canciones que consiguió encabezar más de una lista. Su último CD, I'm Not The Same salió a la venta en octubre del 2002 con una gran expectativa y es una fusión del R&B y el Nu Soul. Es una persona muy devota y padre de cinco hijos. Él y su mujer Sindi viven en Salt Lake City, Utah con tres de sus hijos más jóvenes. El 31 de diciembre de 1995, mientras jugaba al baloncesto en Italia, asistía a la Iglesia de los Santos de los Últimos Días. En ocasiones aparece como orador en eventos Mormones.

## Estadísticas de su carrera en la NBA

### Temporada regular
| Año     | Equipo    | PJ  | PT  | MPP  | %TC  | %3P   | %TL  | RPP | APP | ROB | TPP | PPP  |
| ------- | --------- | --- | --- | ---- | ---- | ----- | ---- | --- | --- | --- | --- | ---- |
| 1983-84 | Utah      | 81  | 54  | 24.8 | .512 | —     | .752 | 5.7 | 1.6 | .5  | 1.5 | 8.5  |
| 1984-85 | Utah      | 80  | 68  | 31.0 | .490 | 1.000 | .842 | 6.6 | 1.7 | .6  | 1.2 | 15.2 |
| 1985-86 | Utah      | 82  | 13  | 28.8 | .448 | .000  | .830 | 6.0 | 1.9 | .5  | 1.4 | 14.6 |
| 1986-87 | Utah      | 81  | 2   | 26.6 | .447 | .000  | .805 | 5.3 | 1.3 | .5  | 1.1 | 13.8 |
| 1987-88 | Utah      | 82  | 10  | 34.2 | .492 | .333  | .826 | 6.5 | 1.9 | .6  | 1.5 | 19.6 |
| 1988-89 | Utah      | 82  | 3   | 33.9 | .483 | .400  | .825 | 5.5 | 1.7 | .6  | 1.1 | 19.5 |
| 1989-90 | Utah      | 82  | 33  | 31.5 | .481 | .000  | .779 | 5.0 | 1.7 | .4  | 1.2 | 14.2 |
| 1990-91 | Utah      | 82  | 22  | 30.3 | .458 | .000  | .808 | 5.0 | 1.5 | .6  | 1.1 | 12.4 |
| 1991-92 | Utah      | 13  | 0   | 25.2 | .386 | .000  | .800 | 6.0 | 1.5 | .4  | 1.2 | 9.4  |
| 1991-92 | Minnesota | 71  | 18  | 25.0 | .448 | .000  | .795 | 5.7 | .8  | .4  | 1.4 | 11.7 |
| 1992-93 | Minnesota | 70  | 3   | 18.2 | .455 | —     | .838 | 3.1 | .9  | .3  | .7  | 7.5  |
| 1993-94 | Minnesota | 79  | 3   | 16.4 | .510 | —     | .799 | 2.7 | .7  | .3  | .7  | 7.4  |
| 1998-99 | Utah      | 43  | 0   | 12.6 | .446 | .000  | .735 | 2.2 | .6  | .2  | .7  | 4.2  |
| Total   | Total     | 928 | 229 | 26.8 | .473 | .114  | .812 | 5.1 | 1.4 | .5  | 1.2 | 12.8 |

### Playoffs
| Año   | Equipo | PJ | PT | MPP  | %TC  | %3P  | %TL   | RPP | APP | ROB | TPP | PPP  |
| ----- | ------ | -- | -- | ---- | ---- | ---- | ----- | --- | --- | --- | --- | ---- |
| 1984  | Utah   | 11 |    | 30.9 | .515 | .000 | .810  | 5.5 | .9  | .2  | 1.0 | 10.6 |
| 1985  | Utah   | 10 | 10 | 37.5 | .408 | —    | .818  | 9.2 | 2.7 | .5  | 1.8 | 16.9 |
| 1986  | Utah   | 4  | 4  | 36.8 | .364 | .000 | .727  | 8.0 | 3.3 | .5  | .5  | 16.0 |
| 1987  | Utah   | 5  | 0  | 30.2 | .476 | —    | 1.000 | 6.0 | 1.8 | .6  | 1.2 | 15.6 |
| 1988  | Utah   | 11 | 0  | 40.8 | .488 | .000 | .838  | 5.7 | 1.6 | .5  | 2.1 | 23.2 |
| 1989  | Utah   | 3  | 2  | 40.7 | .353 | —    | .800  | 8.3 | 1.0 | .3  | 1.3 | 12.0 |
| 1990  | Utah   | 5  | 5  | 38.0 | .489 | —    | .792  | 6.4 | 1.4 | 1.0 | 1.2 | 21.0 |
| 1991  | Utah   | 9  | 0  | 25.3 | .359 | —    | .880  | 3.6 | 1.0 | .3  | .7  | 7.6  |
| 1999  | Utah   | 11 | 0  | 10.5 | .515 | —    | .750  | 1.4 | .2  | .3  | .5  | 3.4  |
| Total | Total  | 69 | 21 | 30.7 | .449 | .000 | .834  | 5.5 | 1.4 | .4  | 1.2 | 13.5 |